# Revellí

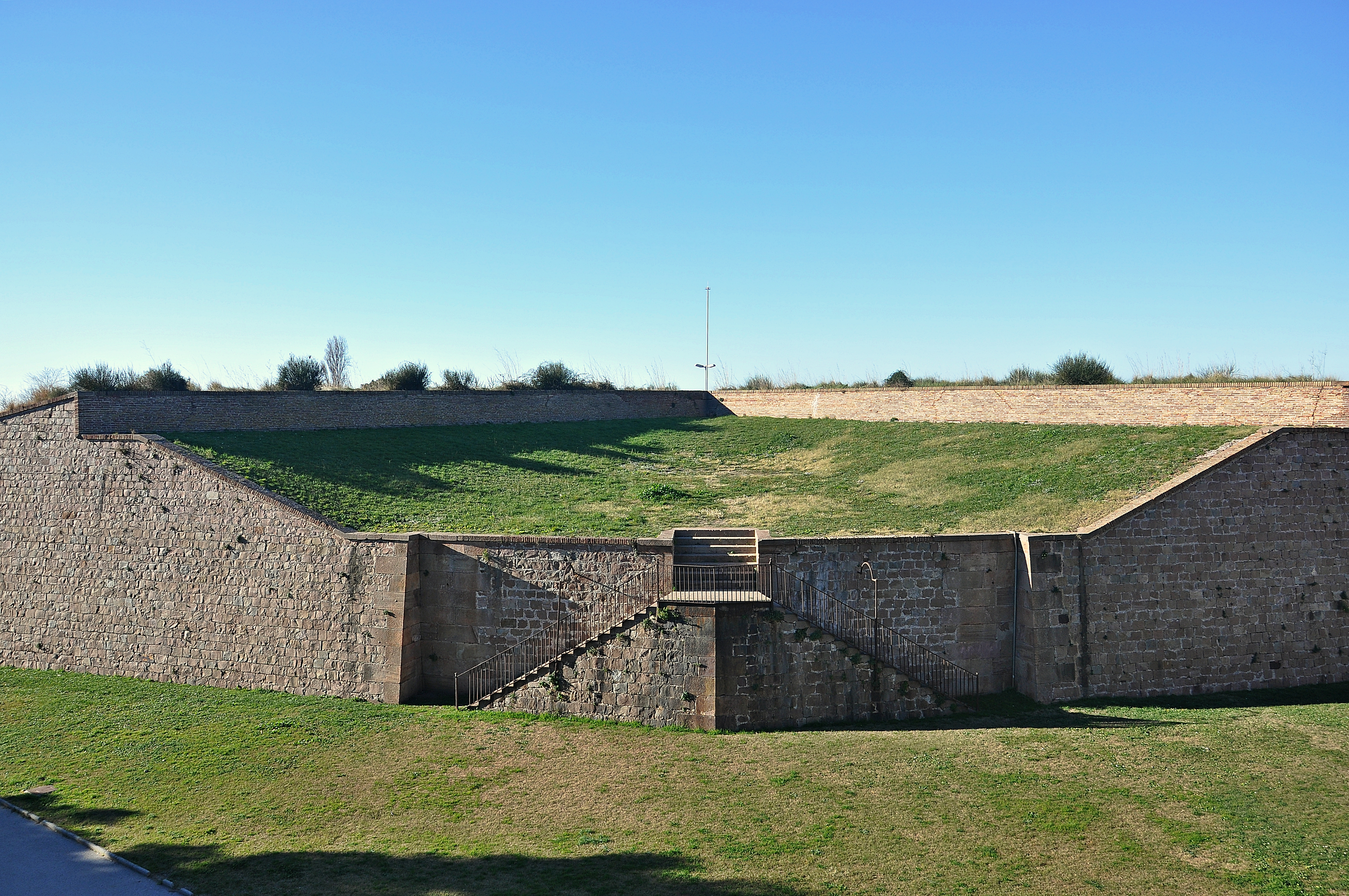
Revellí del castell de Montjuïc (Barcelona)

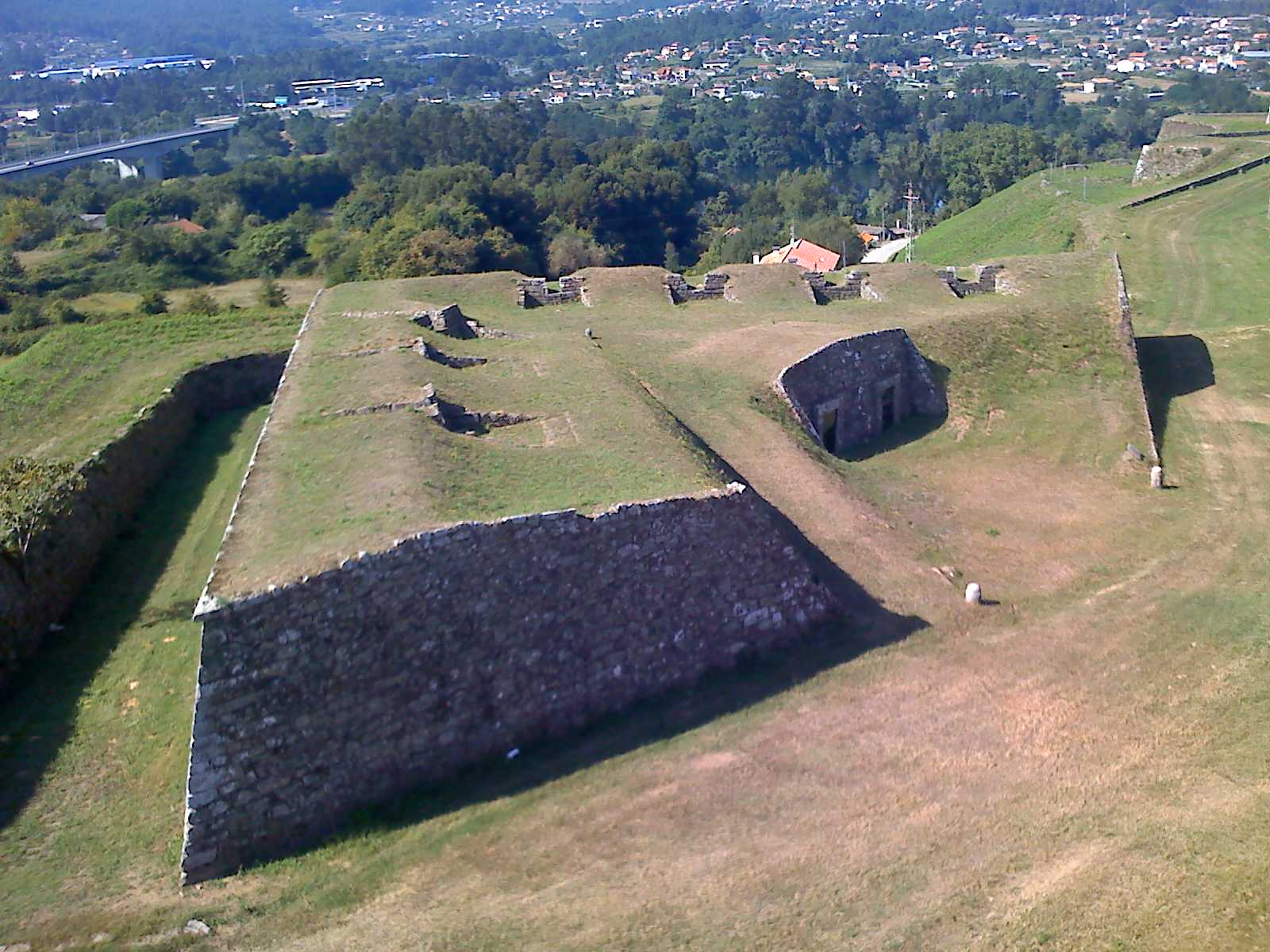
Revellí a la fortalesa de Valença (Portugal)

El revellí és una fortificació triangular situada davant del cos de la fortificació principal -generalment a l'altra banda d'un fossat. L'objectiu era dividir la força atacant i protegir els murs de cortina mitjançant foc creuat. Juntament amb altres elements, forma part del disseny de traça italiana.

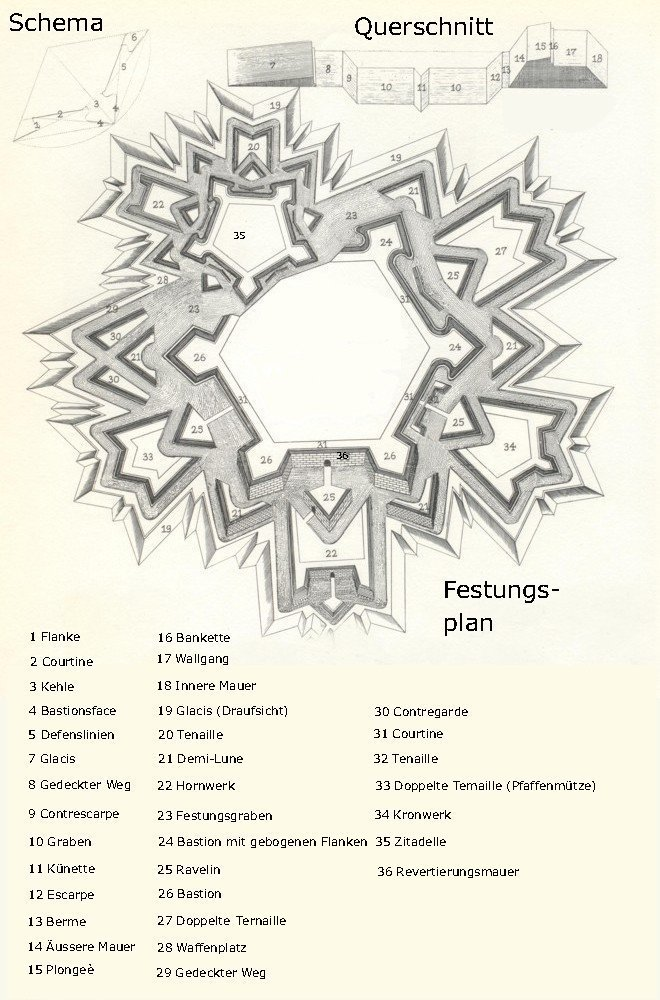
Plànol d'una fortalesa del, els revellins estan assenyalats amb el número 25

El primer exemple construït de revellí és a la localitat italiana de Sarzanello i data de l'any 1497. Els primers revellins es van construir de maó, encara que més endavant, al llarg del segle xvi i als Països Baixos, eren de terra, ja que absorbia millor l'impacte dels projectils de l'artilleria.
En el sistema de fortificació del mètode Vauban i al dissenyat a Espanya pels enginyers de l'Acadèmia Militar de Barcelona, el revellí es construïa de pedra igual que el llenç de la muralla.
Per regla general, en els revellins el costat del triangle que mira cap a l'interior de la fortalesa no es fortificava i de vegades ni tan sols existia, ocupant el seu lloc escales i rampes d'accés a la fortificació per a tropes i canons, així com en alguns casos les casernes de la força de la guarnició. Això es feia per tal d'evitar que els enemics poguessin fer-se forts dintre seu si aconseguien prendre'ls. Altres construccions annexes als revellins podien ser camins coberts per dos murs unint una poterna a la muralla amb l'accés al revellí per traslladar-hi reforços o subministraments a cobert del foc enemic.
El conjunt de fortificacions d'aquest tipus més ben conservades a Espanya es troba al Castell de Sant Ferran de Figueres.